# Alcover (kommunhuvudort)
Alcover är en kommunhuvudort i Spanien.   Den ligger i provinsen Província de Tarragona och regionen Katalonien, i den östra delen av landet, 400 km öster om huvudstaden Madrid. Alcover ligger 246 meter över havet och antalet invånare är 4 431.
Terrängen runt Alcover är kuperad åt nordväst, men åt sydost är den platt. Runt Alcover är det ganska tätbefolkat, med 62 invånare per kvadratkilometer. Närmaste större samhälle är Tarragonès, 17,5 km söder om Alcover. Trakten runt Alcover består till största delen av jordbruksmark.